# هنري شابمان (سياسي)
هنري شابمان (بالإنجليزية: Henry Chapman)‏ هو محامي وقاضي وسياسي أمريكي، ولد في 4 فبراير 1804 في الولايات المتحدة، وتوفي في 11 أبريل 1891 في الولايات المتحدة. حزبياً، نشط في الحزب الديمقراطي. وقد انتخب عضو مجلس ولاية بنسيلفانيا وانتخب عضو مجلس النواب الأمريكي.